# Sandra Völker
Sandra Völker (Lübeck, 1 april 1974) is een voormalig internationaal topzwemster uit Duitsland, gespecialiseerd op de rug- en vrije slag, die in de jaren negentig van de twintigste eeuw grossierde in titels en medailles.